# 三曜会
三曜会（さんようかい、旧字体：三曜󠄁會）とは、大日本帝国憲法下における貴族院に存在した院内会派（明治24年（1891年）3月24日 - 明治32年（1899年）2月20日）。

## 歴史
明治23年（1890年）11月4日に発足していた同志会が、翌24年3月に新たに従来の現職貴族院議員以外の華族や多額納税者議員をも会員に加え、毎週月・水・金曜日に会合を開く（会派名の「三曜」はこれに由来する）こととする主意書・規約書を作成して発足した。主な議員は華族の近衛篤麿・二条基弘、勅選議員の三浦梧楼ら。三曜会が発足する6日前の3月18日に近衛と二条の提案で月曜会という組織も設立されていて、第1回帝国議会に対応して財政問題の調査を趣旨とする議員有志が20人集まった組織だったが、この中から谷干城らが懇話会を、近衛が三曜会を作るに伴い会議は開かれなくなり、明治25年（1892年）3月以降は開催されなくなったため自然消滅したと見られる。
近衛は政府と衆議院の民党の間において中立を標榜し、国利民福のために政府と民党などの政党側が協調して「責任内閣」を組織して内外の課題にあたるべきであると主張した。近衛のこの思想に基づき政治活動を始めた三曜会は主張を同じくする谷らの懇話会に同調、明治24年12月14日に谷が貴族院へ提出した政費節減・国防充実を旨とし第1次松方内閣への批判を込めた「勤倹尚武の建議案」を支持、政府支持の研究会の抵抗で建議案は否決されたが内閣を窮地に陥れた。翌明治25年5月にも反政府の立場を崩さず、懇話会と協力して内閣の選挙干渉非難を記した建議案を提出、民法と商法の施行延期問題も実現させ、政府にとって懇話会と並ぶ厄介な存在であり続けた。
後に懇話会や民党の立憲改進党などと連携して対外硬路線を採り、第2次伊藤内閣の超然主義・藩閥政治・条約改正路線や日清戦争の戦後財政も批判した。明治29年（1896年）に第2次松方内閣が成立すると一転して政府に協力、近衛は貴族院議長となり谷ら懇話会共々政府の支持に回り、新聞紙条例緩和を実現させた。この頃になると三曜会は懇話会と並ぶ貴族院の有力会派となった。
だが、山縣有朋の部下平田東助・清浦奎吾が親政府派の研究会・茶話会を拡充すると衰退も懇話会と同じ流れを辿り、明治30年（1897年）の最初の議員互選で研究会の勝利と対照的に三曜会・懇話会は多くの落選者を出して以後両派は衰退し、無所属団（第一次無所属）・幸倶楽部派の結成など相次ぐ親政府派の発足で三曜会は存亡の危機を迎え、明治32年に進歩党系の多額納税者議員派の朝日倶楽部に合流した。